# Список умерших в 555 году

## Январь
- 27 января — Сяо И (46), 4-й император Лян из Южных династий.

## Июнь
- 7 июня — Вигилий, Папа Римский (537—555).

## Дата смерти неизвестна или требует уточнения
- Колман Старший, король Миде.
- Конон Палестинский, христианский святой, игумен Пентуклы, преподобный.
- Марк ап Мерион, король Корнубии (500—550-е).
- Теодебальд, король франков (547/548 — 555).
- Святой Хельер, отшельник-аскет, живший на острове Джерси; святой покровитель этого острова.
- Эрбин ап Эрбиг, король в юго-восточном Уэльсе.